# Oedothorax tholusus
Oedothorax tholusus là một loài nhện trong họ Linyphiidae.
Loài này thuộc chi Oedothorax. Oedothorax tholusus được Andrei V. Tanasevitch miêu tả năm 1998.